# Saint-Jeannet (Alpi Marittime)
Saint-Jeannet è un comune francese di 3 738 abitanti situato nel dipartimento delle Alpi Marittime nella regione della Provenza-Alpi-Costa Azzurra.

## Storia
Dopo la conquista romana, portata a compimento nel 14 a.C., l'imperatore romano Augusto organizza le Alpi in province, ed il territorio dell'attuale comune di Saint-Jeannet dipende dalla provincia delle Alpi Marittime ed è unito alla civitas di Glanate (Glandèves). Alla fine dell'antichità, la diocesi di Glandèves riprende i confini di tale civitas.
Nel corso del medioevo Saint-Jeannet fece parte della Borgogna Cisgiurana e poi del Regno d'Arles. Attorno al X secolo divenne parte della contea di Provenza, per poi passare ai re di Francia.
Dal 1388 Saint-Jeannet, per la sua posizione strategica, divenne una roccaforte di confine per cinque secoli fra la Francia e l'Italia, quando la contea di Nizza con la dedizione di Nizza alla Savoia, seguì le vicende storiche della Contea di Savoia, del Ducato di Savoia e del Regno di Sardegna sino al 1860, quando Nizza venne ceduta alla Francia.

## Società

### Evoluzione demografica
Abitanti censiti